# 翁姓
翁姓是一個漢字姓氏，也是中国较为古老的姓氏之一，在《百家姓》中排第200位。
根據中華民國內政部户政司民國107年（2018年）6月的數據，台灣翁姓人口有93,602人，全國姓氏人口排名47名。而在嘉義縣義竹鄉，翁姓為第一大姓，人口2,886人；當中在岸腳村、六桂村、仁里村，翁姓人口更是超過該村一半人口。

## 郡望
- 临川郡：三国的时候吴国置郡，在今天的江西省抚州至南城一带。
- 鹽官郡：治所在今浙江省海寧縣一帶。
- 錢塘郡：也寫作錢唐，南北朝時代的陳禎明元年（西元587年）置錢塘郡。隋開皇九年（西元589年）廢錢塘郡置杭州，杭州之名首次在歷史上出現。

## 堂号
- 资善堂：宋朝时期的翁甫，在资善堂当教授，监守登闻鼓院。对于皇帝的问题的回答，都会让皇帝感到称心如意。
- 赐鱼堂：唐代时候的翁洮，被任命为员外郎，后来隐居不愿意作官了。皇帝想召他回朝廷做官，他于是作了《枯鱼诗》作为回答，皇帝看了诗以后，知道他绝对不会复出了，于是赏赐给他很多曲江鱼。
- 六桂堂：五代後期，閩王的軍師翁乾度生了六個兒子，閩國滅亡後，為免戰亂滅族，翁乾度將六兄弟分為洪、江、翁、方、龔、汪六個姓氏，六兄弟于宋朝初年分別考中正榜進士，榮華顯貴，光大門楣，人人贊美，盛極一時，故稱為“六桂聯芳”，當時皇帝曾賜建石碑，記載光榮事蹟，這就是今天六桂宗親會的由來。(時至今日，這六姓皆鮮有互為聯姻的紀錄，如今日的孔、顏、曾、孟四大儒學名家之後也很少互為聯姻。)
  - 此外，翁姓的主要堂號還有：“敦本堂”、“始平堂”、“明德堂”、“大有堂”、“宗慶堂”、「鹽官堂」等。

## 分布

### 中國大陆
- 江苏省泰州市兴化市戴南镇顾庄村有翁姓家族居住
- 江西省樟树市临江镇彻埠村委翁家村有翁姓家族居住
- 江西省上饶市广丰县大石乡有翁姓家族居住
- 江西省上饶市玉山县临湖镇叶桥村有翁姓家族居住
- 江西省上饶市弋阳县叠山镇翁家村有翁姓家族居住
- 江西省贵溪市泗沥镇赤石乡翁家村有翁姓家族居住
- 江西省上饶市德兴县黄柏乡翁家村有翁姓家族居住
- 江西省抚州市临川区温泉镇翁坪村有翁姓家族居住
- 江西省抚州市黎川县宏村镇中湖村翁家头有翁姓家族居住
- 江西省上饶市玉山县临湖镇上汪村有翁姓家族居住
- 福建省福州市琅岐镇海屿村有翁姓家族居住
- 福建省福州市琅岐镇凤窝村有翁姓家族居住
- 福建省连江县东岱镇一带有翁姓家族居住
- 福建省福清市江阴镇一带有翁姓家族居住
- 福建省福清市龙田镇玉瑶村有翁姓家族居住
- 福建省福清市三山镇瑟江村有翁姓家族居住
- 福建省福清市高山镇杭中村有翁姓家族居住
- 福建省福清市港头镇后园村有翁姓家族居住
- 福建省晋江市大浯塘一带有翁姓家族居住
- 福建省南平市武夷山市南岸村一带有翁姓家族居住
- 福建省晋江市英墩前堡村有翁姓家族居住
- 福建省晋江市英厝头有翁姓家族居住
- 福建省莆田市黄石镇一带有翁姓家族居住
- 福建省莆田市秀屿区埭头镇翁厝村有翁姓家族居住
- 福建省莆田市秀屿区笏石镇温东村翁厝有翁姓家族居住
- 福建省莆田市北高镇一带有翁姓家族居住
- 福建省泉州市安溪县龙门镇一带有翁姓家族居住
- 福建省泉州市安溪县感德镇五甲村一带有翁姓家族居住
- 福建省漳州市漳浦县官浔镇溪坂村一带有翁姓家族居住
- 浙江省永康市古丽镇一带有翁姓家族居住
- 浙江省绍兴县钱清镇高地翁一带有翁姓家族居住
- 浙江省杭州建德市航头镇航景村一带有翁姓家族居住
- 浙江省杭州西湖区翁家山有翁姓居住
- 浙江省杭州市余杭区翁梅
- 浙江省杭州市余杭翁家山
- 杭州西湖区转塘狮子口、梅家坞
- 浙江省衢州市龙游县石佛乡一带有翁姓家族居住
- 浙江省台州市天台县南屏乡一带有翁姓家族居住
- 浙江省台州市黄岩区北城街道一带有翁姓家族居住
- 浙江省丽水市莲都区库头村有翁姓家族居住
- 浙江省温州市泰顺县翁山乡有翁姓家族居住
- 广东省潮汕一带有翁姓家族居住
- 广东省佛山市顺德勒流连杜村
- 江西省上饶市广丰县大南镇大南村坳头
- 湖北省枣阳市齐集村有翁姓家族居住
- 湖南省娄底市双峰县花门镇有翁性家族居住
- 河南省南阳市新野县溧河铺镇翁庄村有翁姓家族居住
- 重庆市綦江区有翁姓家族居住
- 安徽省马鞍山市和县石杨镇[坝翁][西翁][洼翁][桥头翁][东翁][街翁]翁姓家族居住

### 台灣
- 台北市士林區一带有翁姓家族居住
- 台北市中山區一带有翁姓家族居住
- 新北市淡水區一带有翁姓家族居住
- 新北市板橋區一带有翁姓家族居住
- 新北市中和區一带有翁姓家族居住
- 新北市三重區一带有翁姓家族居住
- 新北市五股區一带有翁姓家族居住
- 新北市蘆洲區一带有翁姓家族居住
- 新北市坪林區一带有翁姓家族居住
- 新北市新莊區一帶有翁姓家族居住
- 桃園市八德區一带有翁姓家族居住
- 桃園市龜山區一带有翁姓家族居住
- 桃園市龍潭區一带有翁姓家族居住
- 新竹縣新豐鄉紅毛港新豐村、坡頭村一帶，有翁姓家族居住
- 苗栗縣苑裡鎮一带有翁姓家族居住
- 苗栗縣通霄鎮一带有翁姓家族居住
- 苗栗縣頭份鎮一带有翁姓家族居住
- 苗栗縣竹南鎮中港一带有翁姓家族居住
- 苗栗縣後龍鎮半天寮一带有翁姓家族居住
- 台中市梧棲區大庄一帶有翁姓家族居住
- 台中市清水區秀水、武鹿一帶有翁姓家族居住
- 彰化縣社頭鄉朝興村有翁姓家族居住
- 彰化縣埔鹽鄉瓦磘村有翁姓家族居住
- 雲林縣虎尾鎮一带有翁姓家族居住
- 嘉义县义竹乡岸腳村義竹村、六桂村、仁里村、傳芳村有來自福建安溪科榜翁姓宗族居住。為台灣翁姓大宗。
- 台南市歸仁區後市里一帶有來自福建龍溪的翁姓宗族居住。
- 高雄市苓雅區司法新村有來自廣東潮汕翁姓宗族居住。
- 澎湖县马公市锁港村有翁姓家族居住
- 澎湖县湖西乡中西村有翁姓家族居住
- 金门县金宁乡盘山村有翁姓家族居住
- 连江县南竿乡南竿岛有翁姓家族居住

## 延伸阅读
[在维基数据编辑]
 《百家姓》
 《欽定古今圖書集成·明倫彙編·氏族典·翁姓部》，出自陈梦雷《古今圖書集成》

## 外部連結
- 翁氏源起 （页面存档备份，存于）